# Arthès
Arthès är en kommun i departementet Tarn i regionen Occitanien i södra Frankrike. Kommunen ligger i kantonen Albi-Nord-Est som tillhör arrondissementet Albi. År 2022 hade Arthès 2 528 invånare.

## Befolkningsutveckling
Antalet invånare i kommunen Arthès
| Referens: INSEE |